# Otto Wallach
Otto Wallach (Königsberg, 1847. március 27. – Göttingen, 1931. február 26.) német vegyész. 1910-ben kémiai Nobel-díjjal jutalmazták az aliciklusos vegyületek terén végzett kutatásaiért.

## Tanulmányai
Otto Wallach 1847. március 27-én született a kelet-poroszországi Königsbergben. Apja, a zsidó eredetű, de lutheránus hitre áttért Gerhard Wallach magas rangú köztisztviselő volt; anyja Otillie Wallach protestáns német családból származott. Röviddel Otto születése után a család Stettinbe, majd Potsdamba költözött. A potsdami humán gimnáziumban végezte tanulmányait, innen eredt élete végéig megmaradó szimpátiája az irodalom és a művészettörténet irányába. Ugyanekkor egy magántanár kémiát taníttt neki és otthon számos kísérletet végeztek. Az érettségi megszerzése után 1867-től kémiát kezdett hallgatni a Göttingeni Egyetemen. Egyik tanára, aki igen nagy befolyást gyakorolt rá, Friedrich Wöhler volt, aki a karbamid mesterséges szintézisével bebizonyította, hogy a szerves vegyületek létrejöttéhez nincs szükség misztikus életerőre. Egy szemesztert a berlini Humboldt Egyetemen tanult August Wilhelm von Hofmann előadásait hallgatva, majd visszatért Göttingenbe. Nagy lelkesedéssel vetette be magát a munkába (a laboratóriumban a gázvilágítást délután 5-kor lekapcsolták; ezután gyertyafénynél folytatta kísérleteit) és a szokásosnál hamarabb, öt szemeszter alatt megszerezte doktori fokozatát. Tézisét a toluol izomerjeiből írta.

## Munkássága

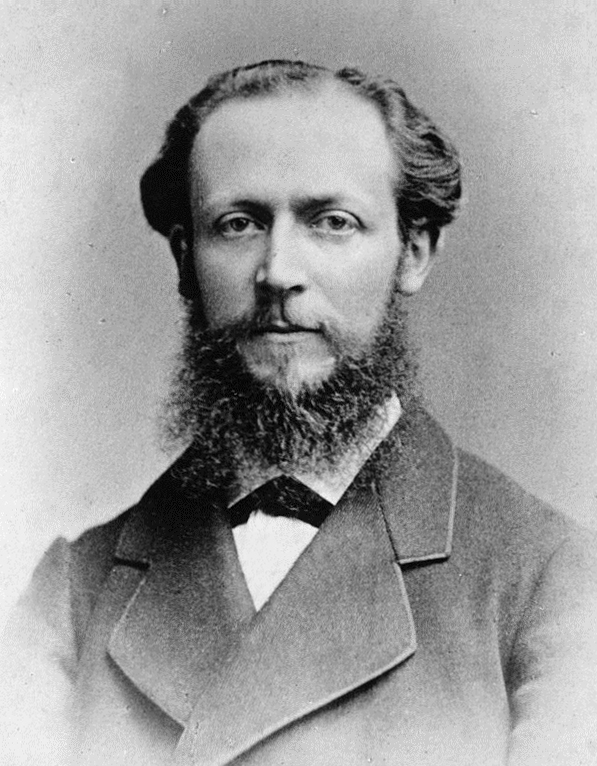
Otto Wallach 1873-ban

Doktorátusának megszerzése után 1869-ben Berlinben kezdett el dolgozni, a tőle néhány évvel idősebb Hermann Wichelhausszal a naftol nitrálásán. Röviddel később August Kekulé meghívta magához a Bonni Egyetemre, melynek gyógyszerészeti tanszékén 1870-től kezdett el oktatni. Ugyanebben az évben besorozták a hadseregbe és harcolt a porosz–francia háborúban. A háború végeztével 1871 márciusában leszerelt és egy berlini anilingyárban (az Agfa elődjénél) talált munkát. A vegyszerek gőzétől gyakran betegeskedett, ezért inkább visszatért a Bonni Egyetemre, ahol kezdetben asszisztensként alkalmazták, majd magándocensi kinevezést kapott, 1876-ban pedig – némileg az egyetem vezetésének nyomására – elfoglalta a gyógyszerészeti katedrát. Ekkoriban kezdte kísérleteit az amidkloridokkal és a foszfor-pentakloriddal és felfedezte az imino-kloridokat. 
Egy alkalommal az idős Kekulé professzor egy használaton kívüli szekrényben több sornyi illóolajos üvegcsét fedezett fel és megkérte Wallachot, hogy vizsgálja meg őket. Wallach így került a kémiának arra a területére, amely ezután idejének nagy részét lefoglalta és megalapozta tudományos hírnevét. A növényi kivonatok jórészt több vegyület keverékei voltak és a zűrzavart csak növelte, hogy az ún. C10H16 vegyületcsoport számos nevet viselt (mint citrén, karvén, cinén, eukaliptén, heszperidin stb.). Wallach gondos munkával szétválasztotta, kristályosította és kémiailag karakterizálta ezeket az anyagokat; eközben megállapította, hogy a különböző nevű illóolajok közül sok azonos egymással. Az olajokból izolálta a különösen illékony terpéneket. A munkát teljesen csak 1909-ben fejezte be, amikor kiadta 600 oldalas Terpene und Campher c. könyvét, amelyben összefoglalta kutatásainak eredményét. Munkája alapvető fontosságúnak bizonyult a parfümipar számára.  
Eközben 1889-ben meghívták a Göttingeni Egyetem kémiai intézetének élére és egyben kémiaprofesszori kinevezést is kapott. 1915-ös visszavonulásáig az intézet igazgatója maradt.
Otto Wallach nem házasodott meg, minden idejét a munkájára fordította. 1931. február 26-án halt meg Göttingenben, 83 éves korában.

## Elismerései
- 1885: a Leopoldina Akadémia tagja
- 1889: a Leopoldina Cothenius-érme

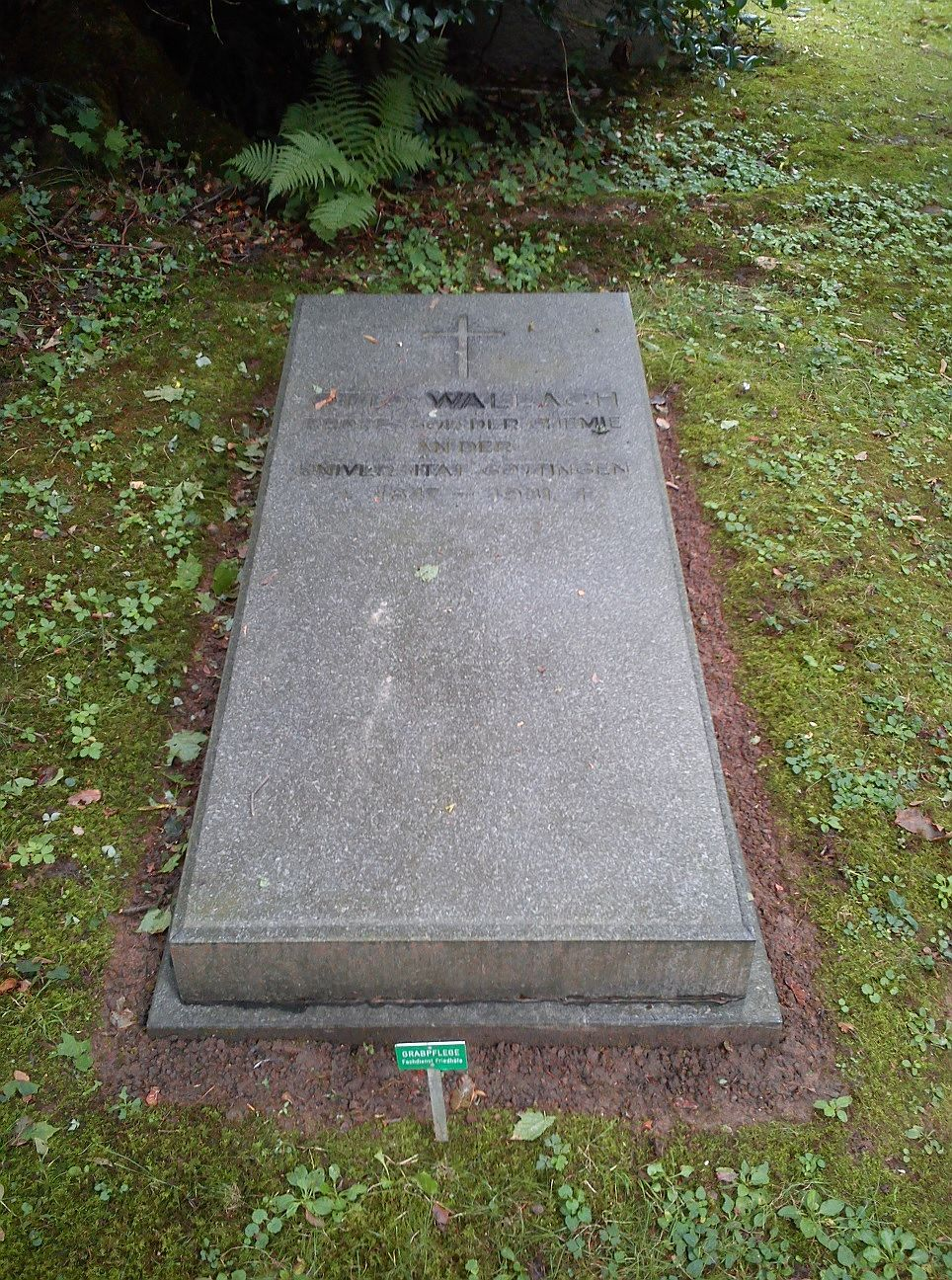
Otto Wallach sírja Göttingenben

- 1907: a Porosz Tudományos Akadémia levelező tagja
- 1910: Kémiai Nobel-díj
- 1911: a Vörös Sas-rend III. fokozata
- 1912: a Német Vegyészek Társaságának tiszteletbeli tagja
- 1912: a brit Royal Society Davy-érme
- 1915: a porosz Koronarend II. fokozata
- titkos tanácsosi rang

A Manchesteri és a Lipcsei Egyetem, valamint a Braunschweigi Műszaki Főiskola díszdoktorává választotta. 
A szerves kémiában Wallach-szabályként ismerik azt a jelenséget, hogy a racém kristályok sűrűbbek, mint tiszta királis összetevőik. Róla nevezhték el a Wallach-átrendeződést, a Wallach-bomlást és a Leuckart-Wallach reakciót. 